# Fuchang (köpinghuvudort i Kina, Hubei Sheng, lat 30,10, long 113,15)
Fuchang (kinesiska: 府场, 府场镇) är en köpinghuvudort i Kina. Den ligger i provinsen Hubei, i den centrala delen av landet, omkring 120 kilometer sydväst om provinshuvudstaden Wuhan. Antalet invånare är 16 380. Befolkningen består av 7 740 kvinnor och 8 640 män. Barn under 15 år utgör 14,0 %, vuxna 15-64 år 74 %, och äldre över 65 år 11,0 %.
Runt Fuchang är det tätbefolkat, med 356 invånare per kvadratkilometer. Närmaste större samhälle är Caoshi, 6,0 km öster om Fuchang. Trakten runt Fuchang består till största delen av jordbruksmark.
Genomsnittlig årsnederbörd är 1 462 millimeter. Den regnigaste månaden är maj, med i genomsnitt 197 mm nederbörd, och den torraste är december, med 25 mm nederbörd.